# Monte Adamello
Monte Adamello (3554 m n. m., italsky Cima Adamello nebo Cima dell'Adamello) je široce dominantní vrchol v severní Itálii, nalézající se asi 40 km od jezera Lago di Garda v provincii Brescia, nedaleko hranic s Trentinem. Patří k Jižním Alpám.

## Poloha a okolí

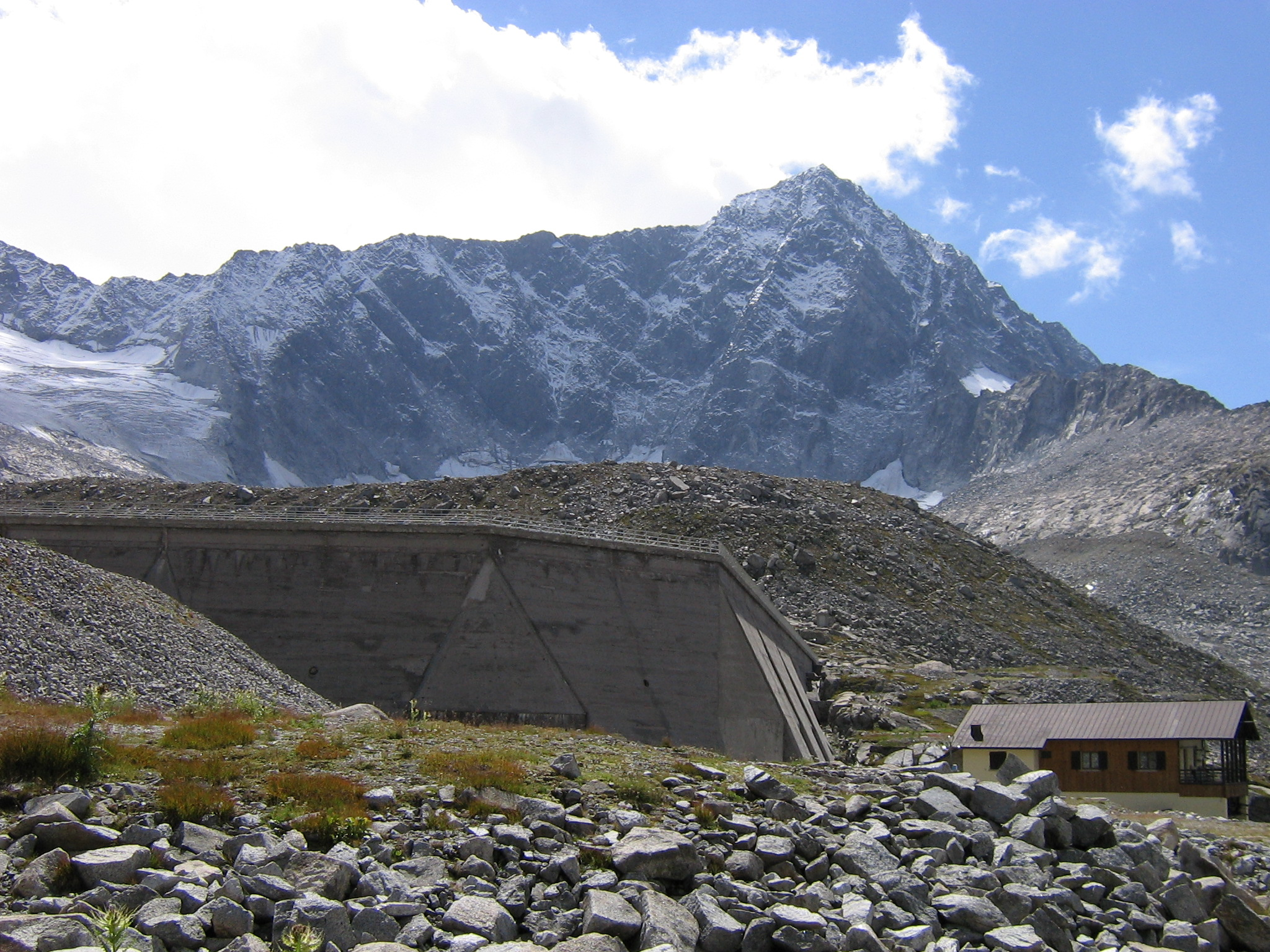
V pozadí severní strana vrcholu Monte Adamello, v popředí vodní elektrárna.

Spolu s několika desítkami dalších třítisícových vrcholů tvoří obrovskou horskou skupinu Adamello-Presanella, která má rozlohu asi 30 × 30 km, a je tak rozlohou podobná skupině Ortles, která s ní sousedí na severu. Asi 15 km severovýchodně od hlavního vrcholu klesá masiv k důležité východo-západní spojnici průsmyku Tonalepass (Passo del Tonale, 1884 m n. m.). Podél této brázdy probíhá jasně rozpoznatelná geologická zlomová linie.
Téměř stejně vysoká jako Adamello je i nedaleká Cima Presanella (3556 m n. m.).
Okolní horskou oblastí vede několik dálkových turistických tras, jako je Adamello-Höhenweg Nr. 1 (Alta Via dell' Adamello, součást Sentiero Italia), Sentiero Antonioli a Bassa Via dell' Adamello. Ty jsou někdy mylně počítány mezi dolomitské vysokohorské stezky. Skupinou prochází část Friedensweg (Dolomiten), která připomíná krvavé boje v horské válce v letech 1915-1918.

## Trasy na vrchol
Vzhledem k tomu, že výstupy na vrchol Monte Adamello nejsou příliš obtížné, je vrchol poměrně často zdoláván. Trasy vedou ze všech možných stran hory:
Obvyklá trasa z východu vede z výchozího bodu Malga Bedole v údolí Val Genova ve výšce necelých 1600 m n. m. k chatě Rifugio Mandrone ve výšce 2442 m n. m.. Odtud vede stezka k jazyku ledovce Mandrone. Přes rozsáhlé plochy tohoto ledovce se pak pokračuje ve stoupání jihozápadním směrem a obchází Corno Bianco na jižní straně. Nakonec se po jihovýchodním hřebeni vystupuje na skalnatou vrcholovou strukturu Monte Adamello, která se snadno zdolává.
Ze severu, od posledního parkoviště v údolí [Valle dell'Avio] ve výšce necelých 1600 m n. m., se po turistických stezkách dostanete k chatě Rifugio Giuseppe Garibaldi (Valcamonica) ve výšce 2550 m n. m.. Odtud se nejprve pokračuje na západ kolem přehrady Lago Venerocolo a poté na východ do průsmyku Passo Brizio. Na druhé straně průsmyku vstoupíte na ledovec Mandrone, který přejdete jihovýchodním směrem, až se napojíte na trasu vedoucí od chaty Mandrone. Tato trasa vede na vrchol.
Obvyklý výstup ze západu vede z údolí Val Malga z výchozího bodu Ponte del Guat ve výšce 1528 m n. m.. (zdarma) nebo Malga Premassone v 1591 m n. m. (za poplatek) až k chatě Rifugio Serafino Gnutti ve výšce 2166 m n. m.. Odtud se pokračuje vzhůru údolím po značených stezkách až na začátek via ferraty Via Terzulli. Na této trase je označení via ferrata poněkud zavádějící. Nejsou zde žádná průběžná bezpečnostní lana, řetězy ani opory. Jako bezpečnostní opatření jsou zde dvojité háky ve tvaru písmene U, kterými můžete projít současně, jištěni proti pádu lanového družstva, na vlastním laně. Touto zajištěnou cestou se dostanete do průsmyku Passo Adamello, přejdete nejzápadnější kout ledovce Mandrone na jihovýchodní hřeben vrcholové struktury a po něm se dostanete na vrchol jako na ostatních trasách.
Běžná trasa z jihu vede od Rifugio Prudenzini ve výšce 2235 m n. m. v údolí Valle di Salarno přes škrapy a sutě do Passo di Salarno. V bezprostřední blízkosti se nachází otevřený bivak Bivacco Giannantoni. Odtud se traverzuje na severozápad přes Pian di Neve a společně s ostatními cestami přes skály vrcholové struktury na vrchol.
Všechny trasy jsou přibližně stejně dlouhé (2 až 2,5 hodiny k příslušné chatě a pak 4 až 5 hodin na vrchol) a mají přibližně stejnou obtížnost - většinou jde stále o pěší terén, nutná zvýšená jistota, lezecké pasáže jsou přehledné a bezproblémové vedou většinou přes méně strmé svahy, krátké strmější pasáže, málo trhlin.